# 25364 Allisonbaas
25364 Allisonbaas è un asteroide della fascia principale. Scoperto nel 1999, presenta un'orbita caratterizzata da un semiasse maggiore pari a 2,4876793 UA e da un'eccentricità di 0,1172483, inclinata di 1,12096° rispetto all'eclittica.